# Sommer-Paralympics 2012/Teilnehmer (Laos)
| stlisierte Goldmedaille | stlisierte Silbermedaille | stlisierte Bronzemedaille |
| ----------------------- | ------------------------- | ------------------------- |
| —                       | —                         | —                         |

Laos entsendete einen Sportler zu den Paralympischen Sommerspielen 2012 in London.:

## Teilnehmer nach Sportart

### Powerlifting (Bankdrücken)
Männer:
- Eay Simay